# Jorge García Navea
Jorge García (Còrdova, 23 de febrer de 1977) és un exjugador i actual entrenador de bàsquet. Jugava a la posició de pivot.
Amb 512 partits disputats en lliga LEB Or, és el segon jugador amb més partit disputats a la història de la competició, i també és el jugador amb més ascensos de Lliga LEB a Lliga ACB, amb 8.